# 王嘉鹏
王嘉鹏（1981年6月—），宁夏银川人，汉族，无党派人士。中华人民共和国政治人物、第十三届全国人民代表大会江苏地区代表。
1993年曾遭遇中國西北航空2119號班機空難，导致腰椎爆裂骨折并伴双下肢截瘫，5年后才重新站立起来，2008年7月1日担任2008年夏季奧林匹克運動會火炬接力银川站第6棒火炬手。2018年2月24日，当选为第十三届全国人大代表。